# J'S SELECTION
『J'S SELECTION』（ジェイズ・セレクション）は、2009年4月1日から2018年9月30日までJ-WAVEで放送されていたラジオ番組である。

## 放送時間
※放送終了時点
- 火 - 金曜 2:00 - 5:00（月 - 木曜深夜）
- 土 - 日曜 3:00 - 5:00（金・土曜深夜）

毎朝放送された新番組『ZAPPA（ザッパ）』の開始に伴って早朝の放送がなくなることから、2013年9月をもって「〜ALL NIGHT EDITION（オール・ナイト・エディション）」や「〜GOOD MORNING EDITION（グッド・モーニング・エディション）」という編成はなくなった。
「MORNING EDITION」とされていた5時台は、20分頃に『HEADLINE NEWS』が、40分頃に『HEADLINE NEWS』と『WEATHER INFORMATION』が放送されていた。これは『MORNING VOYAGE』以来の編成だった。

オーウェン真樹による英語のアナウンスの後にインフォメーションアナウンサーが「時刻は●時○○分です。では、HEADLINE NEWSです。」とアナウンスしてから始まっていた。この編成は新番組として放送された『ZAPPA』でも引き継がれた。

## タイムテーブル
日付は暦で表記しているので注意のこと。

### 2016年4月 - 放送終了時点
金曜日の3時台（木曜深夜）にSMOOTH JAZZ枠が復活。
|             | 火曜日（月曜深夜） | 水曜日（火曜深夜） | 木曜日（水曜深夜） | 金曜日（木曜深夜） | 土曜日（金曜深夜） | 日曜日（土曜深夜）           |
| 3:00 - 4:00 | ROCK CLASSICS      | ESSENTIAL R&B      | ARTIST SPECIAL     | SMOOTH JAZZ        | AROUND 2000's      | SATURDAY NIGHT LIVE ～PART-1 |
| 4:00 - 5:00 | SMOOTH BOSSA       | AROUND 70's        | AROUND 80's        | AROUND 90's        | RELAXATION MUSIC   | SATURDAY NIGHT LIVE ～PART-2 |

### 放送開始時 - 2016年3月
2009.4 - 2009.9
2009.10 - 2010.3
2010.4 - 2010.9
2010.10 - 2011.3
※2010.12.25 3:00 - 4:00(24日深夜)「J'S SELECTION～FOR CHIRISTMAS」・・・クリスマスソングオンリーの特別編成
2011.4 - 2011.9
2011.10 - 2012.3
金曜深夜から土曜早朝に放送されていた「WORLD WIDE 120 (from LONDON)」が終了。それにより、後を継ぐ形で金曜深夜と土曜早朝に枠を新設。また新ジャンルも追加された。さらに、「Smooth Air」以来3年半ぶりに5時台にHEADLINE NEWSとWEATHER INFORMATIONが放送される。
※2012.1.24、2.7 3:00 - 4:00　メンテナンスのため、月曜深夜の「CINEMA PARADISE」「AROUND 80's」は休止。

※2012.3.21 - 23　05:00 - 06:00　J-WAVEナビゲーター・オーディション優秀者のスペシャルナビゲートと選曲で放送。21日・ホラン千秋、22日・成田真美、23日・眞崎直子。なお、「AROUND 90's」「AROUND 70's」「SMOOTH BOSSA」は休止。
2012.4 - 2012.9
※2012.4.23　05:00 - 06:00　東京スカイツリー送信開始記念特別番組「J-WAVE SPECIAL VOICE FROM THE SKY」（Navi.ジョン・カビラ）放送。「AROUND THE WORLD」は休止。
2012.10 - 2013.3
GOOD MORNING EDITIONは「SLOW MUSIC」に固定。その他の時間帯はシャッフル。「SMOOTH JAZZ」「SMOOTH CLASSIC」「SMOOTH ROCK」は終了。「SMOOTH BOSSA」は「BOSSA NOVA」に改題。
※2012.3.25 - 27　05:00 - 06:00　J-WAVEナビゲーター・オーディション優秀者のスペシャルナビゲートと選曲で送る「J-WAVE NAVIGATOR AUDITION 2013」を放送。25日・神山まりあ、26日・山中タイキ、27日・稲葉智美。なお、「SLOW MORNING」は休止。
2013.4 - 2013.9
「J-WAVE SUNDAY LIBRARY」終了に伴い、日曜早朝に新規設置。そのため、早朝については毎日放送される番組となる。
「BOSSA NOVA」は「SMOOTH BOSSA」にタイトルを戻した。
※この枠でも実際は試験電波として曲を流している。

※2013.09.08 「ROCKETMAN SHOW」通常では5時までの放送だが、この日は2020年夏季オリンピックの開催都市発表もあり、速報をするため6時まで放送。日曜日の「SLOW MUSIC」休止。
2013.9 - 2014.9
毎朝5時に放送される「ZAPPA」の放送開始に伴い、5時台の放送が終了。それにより事実上週末の放送は打ち切り。

そのため、一部のジャンルは終了した。
※2013.10.02 03:00 - 05:00「EVERY DAY EVERY WHERE J-WAVE OPEN TOKYO」放送のため休止。

※2014.06.25 04:00 - 07:30「J-WAVE FOOTBALL FEVER 2014」のため『SMOOTH BOSSA』休止。
2014.10 - 2015.3
TOKYO REAL-EYESの放送時間が繰り上がったため、金曜27時台の枠が新設された。「AROUND 70's」のジャンルが復活。
合わせてジャンルのシャッフルが1年ぶりに実施された。
日付は暦で表記しているので注意のこと。
※2015.01.01 年末・年始特番「HAPPY NEW ZAPPA」オンエアのため休止。
2015.4 - 2015.9
ジャズ枠が「FUTURE JAZZ」に名称変更。
2015.10-2016.3
『life is music』が終了した枠を受け継ぎ、日曜（土曜深夜）枠を新設。新ジャンル「Night Live」を放送する。平日深夜枠に変更はない。